# Fast as a Shark
Fast as a Shark (с англ. — «Быстрый, как акула») — шестой сингл немецкой хеви-метал-группы Accept.
Сингл выпущен компанией Breeze Music в поддержку четвёртого альбома группы Restless and Wild и является первым из двух синглов альбома. Как и сам альбом, сингл записывался и сводился в течение 1981 года и был выпущен в ноябре 1982 года после выхода альбома.
Fast as a Shark — это одна из самых узнаваемых и самая скоростная песня группы Accept, постоянно находящаяся в сборниках и концертных сет-листах Accept и U.D.O. Идею песни принёс Штефан Кауфманн, барабанщик группы (который впоследствии сказал о записи песни, что «Я уже не думал о ритме и стучал с той скоростью, с которой только мог»), однако участники сказали, что не будут её играть. Тем не менее, потом мнение поменялось, и как сказал Удо Диркшнайдер «Почём мы знали что взяли и придумали забойный „speed metal“?»  Узнаваема она не только по бешеному темпу, но и по вступлению, которое придумал Вольф Хоффманн. Перед песней был вставлен припев немецкой народной песни Ein Heller und ein Batzen, которую записали со специально потёртой металлической щёткой пластинки, на которой песню исполнял в том числе и Дитер Диркс, продюсер альбома. Идея была в том, чтобы создать явный контраст, чтобы покупатель пластинки подумал, что он приобрёл не то. Однако в этом был и просчёт: как выяснилось позднее, эту народную песню с удовольствием пели и солдаты вермахта. В результате на группу посыпались обвинения в нацизме, что изрядно мешало им в дальнейшем с организацией концертов.
Песня занимает 91 место в списке 100 величайших хэви-метал песен и 12 место в списке 100 величайших трэш-метал песен, по версии DigitalDreamDoor. Ряд групп сделали кавер-версию песни, среди них такие как Helloween и Rage.
Песня входит в состав саундтреков фильмов Демоны и Люди как мы, игры Brütal Legend и звучит в эпизоде шведского ситкома Hjälp!.
Текст песни типичен для многих рок-групп, исполняющих тяжёлую музыку, и повествует об убийце, подкрадывающемся в темноте.
На стороне B сингла находится песня Get Ready (с англ. — «Готовься»), также вошедшая на альбом Restless and Wild. Изначально песня называлась Flaming Guitar Fire (с англ. — «Пылающий гитарный огонь»), но позже лирика песни была переработана.  В подготовке её текста принял участие некто Роберт A. Смит-Дизель, американец, по словам участником группы, умевший подгонять тексты под музыку
На обложке сингла размещена фотография группы во время концерта.

## Список композиций
Сторона «А»
- «Fast as a Shark» — 3:48

Сторона «B»
- «Get Ready» — 3:49

## Участники
- Удо Диркшнайдер — вокал
- Петер Балтес — бас-гитара
- Вольф Хоффманн — гитара
- Штефан Кауфманн — ударные